# Valdir de Moraes
Valdir Joaquim de Moraes  (Porto Alegre, 23 de noviembre de 1931 - Porto Alegre, 11 de enero de 2020) fue un futbolista brasileño que se desempeñaba de guardameta. Es considerado como uno de los mejores guardametas del Palmeiras de todos los tiempos. Y también es abuelo del defensor Danny Moraes.

## Trayectoria

### Clubes

#### Renner
Se inició en el Renner donde debutaría en 1947, donde después de 7 años en el club sale campeón del torneo Gaúcho, siendo pieza clave en el arco logrando su único título con el club.

#### Palmeiras
Llegaría al Palmeiras en 1958 como fichaje en el arco, en su paso por el club ganaría siete titulos y dos subcampeonatos en la Copa Libertadores de 1961 y 1968, ambas siendo titular en el equipo, en total de las presencias que estuvo en el equipo jugó 480 partidos. Su último partido fue en la final del desempate de la libertadores de 1968 frente a Estudiantes de La Plata, donde el club rival ganaría 2 a 0.

#### Cruzeiro
Llegaría al Cruzeiro, su último año en el futbol profesionalmente en 1969, donde jugaría algunos partidos retirándose a la edad de 38 años.
Al año siguiente se  desempeñaría como preparador de arqueros y volvería a Palmeiras en 1970, también estaría en diversos equipos y en la selección nacional.

## Fallecimiento
Valdir fallecería en la madrugada del 11 de enero del 2020 a la edad de 88 años en el hospital Moinhos de Vento a causa de insuficiencia orgánica múltiple.

## Selección nacional
Ha representado a la Selección de fútbol de Brasil en diversas ocasiones. en el Campeonato Panamericano de 1956, en donde Brasil conseguiría el campeonato,  donde tendría destacable actuación.
También sería convocado para la amistoso contra Uruguay en la inauguración del Estadio Mineirão donde estarían conformados por jugadores del Palmeiras ganando Brasil por 3 a 0.

### Participaciones en selección

#### Participaciones en Campeonatos Panamericanos
| Copa                            | Sede   | Resultado | Part. | Goles |
| ------------------------------- | ------ | --------- | ----- | ----- |
| Campeonato Panamericano de 1956 | México | Campeón   | 2     | 0     |

## Clubes
| Club      | País   | Año         |
| --------- | ------ | ----------- |
| Renner    | Brasil | 1947 - 1957 |
| Palmeiras | Brasil | 1958 - 1968 |
| Cruzeiro  | Brasil | 1969        |

## Palmarés

### Campeonatos regionales
| Título               | Club      | Sede                       | Año  |
| -------------------- | --------- | -------------------------- | ---- |
| Campeonato Gaúcho    | Renner    | Río Grande del Sur         | 1954 |
| Campeonato Paulista  | Palmeiras | São Paulo                  | 1959 |
| Campeonato Paulista  | Palmeiras | São Paulo                  | 1963 |
| Torneo Río-São Paulo | Palmeiras | Río de Janeiro - São Paulo | 1965 |
| Campeonato Paulista  | Palmeiras | São Paulo                  | 1966 |

### Campeonatos nacionales
| Título                        | Club      | Pais   | Año  |
| ----------------------------- | --------- | ------ | ---- |
| Taça Brasil                   | Palmeiras | Brasil | 1960 |
| Torneio Roberto Gomes Pedrosa | Palmeiras | Brasil | 1967 |
| Taça Brasil                   | Palmeiras | Brasil | 1967 |

### Torneos internacionales
| Título                  | Equipo | sede      | Año  |
| ----------------------- | ------ | --------- | ---- |
| Campeonato Panamericano | Brasil | México DF | 1956 |